# Zakaria Beglarishvili
Zakaria Beglarishvili (tiếng Gruzia: ზაქარია ბეგლარიშვილი; sinh 30 tháng 4 năm 1990) là một cầu thủ bóng đá Gruzia thi đấu ở vị trí Tiền vệ tấn công và tiền vệ cánh cho câu lạc bộ Meistriliiga FC Flora Tallinn.

## Sự nghiệp quốc tế
Vào tháng 11 năm 2015, Beglarishvili được Kakhaber Tskhadadze triệu tập vào Đội tuyển bóng đá quốc gia Gruzia thi đấu với Estonia và Albania. Ngày 11 tháng 11 năm 2015, anh ra mắt ở trận đấu với Estonia, thay vào sân dự bị ở phút thứ 79.

## Danh hiệu
Flora
- Meistriliiga: 2010, 2011, 2015, 2017
- Cúp bóng đá Estonia: 2011, 2013
- Siêu cúp bóng đá Estonia: 2011, 2012, 2014